# Mario Grasselli
Mario Grasselli (Pisa, 5 novembre 1924 – Firenze, 2 febbraio 2019) è stato uno scrittore e saggista italiano.

## Biografia
Dopo il diploma, conseguito presso l'Istituto Tecnico Industriale, dal 1944 al 1948 condusse in prima linea l'opera di bonifica del territorio nazionale dalle mine lasciate dall'esercito nazista in ritirata. Da quell'esperienza, che segnò la sua vita di uomo e di intellettuale, scaturì uno dei suoi libri più significativi, oggetto di una interrogazione parlamentare alla Camera dei deputati, Mine, l'inferno sotto i piedi edito nel 1998. La pubblicazione del volume fu promossa dall'amministrazione provinciale di Pisa e presentata da Paolo Pezzino presso il Palazzo della Provincia alla presenza delle più alte autorità militari e politiche cittadine. La sua attività di scrittore, parallela a quella di  saggista e studioso,  era iniziata molti anni prima. È il 1957 infatti l'anno di pubblicazione del primo libro, Quando il vecchio uomo ritorna: a esso sono seguiti i romanzi Ad un passo dal buio del 1972, Il fantasma. Galileo Galilei. 1935-43 del 1985  e il Fantasma al neon. La contaminazione del 1995.
La sua città natale Pisa, è quasi sempre presente nelle sue narrazioni, come nei brani di Pisa, itinerario fra realtà e immaginazione edito nel 2004, illustrato dalle foto di Nello di Paco. In KafKa, il processo alla malattia pubblicato nel 2008 invece offre una nuova chiave interpretativa,  de Il Processo di Franz Kafka. Le sue pubblicazioni sono presenti  presso importanti Biblioteche italiane e estere:
- Biblioteca del Congresso di New York[2],
- biblioteche di Camera e Senato,
- Fondazione Gramsci di Roma,
- Fondazione Pietro Nenni
- Scuola Normale Superiore di Pisa

Ha collaborato con saggi e articoli a Riviste, Periodici e Quotidiani a tiratura regionale. Di lui hanno parlato: Luciano Cafagna, Fabrizio Franceschini, Paolo Pezzino e Luciano Zagari}.

## Pubblicazioni

### Romanzi
- Quando il vecchio uomo ritorna, Firenze, L'auriga, 1957.
- A un passo dal buio, Milano, Pan, 1972.
- Il fantasma (Galileo Galilei, 1934-1945), Bologna, Il cavaliere azzurro, 1986.
- Il fantasma al neon (La contaminazione), Lucca, Pacini Fazzi, 1995.
- Che tutto non ricominci, Pontedera, Tagete, 2006.

### Altri libri
- Mine: l'inferno sotto i piedi, Pisa, EST, 1998.
- Pisa: itinerario tra realtà e immaginazione, Pontedera, Tagete, 2004.
- Franz Kafka: processo alla malattia, Pontedera, Tagete, 2008.

### Collaborazioni
- RASSEGNA PISANA , edito dal Comune di Pisa
- IL PENDOLO edito dalla Provincia di Pisa
- IL GOBBO   ed. Bandecchi e Vivaldi